# Liam Lawson
Liam Lawson (* 11. Februar 2002 in Hastings) ist ein neuseeländischer Automobilrennfahrer. Er fuhr 2021 in der FIA-Formel-2-Meisterschaft für Hitech Grand Prix und parallel in der DTM für AF Corse. In der Saison 2022 ging er in der FIA-Formel-2-Meisterschaft für Carlin an den Start. 2023 fährt Lawson in der Super Formula. Beim Großen Preis der Niederlande 2023 debütierte er in der Formel 1. Er trat 2024 ab dem Großen Preis der USA für die Racing Bulls an. In der Saison 2025 startete er in den ersten zwei Rennen für Red Bull Racing, ab Japan wieder für Racing Bulls.

## Karriere
Liam Lawson begann seine Motorsportkarriere im Alter von sieben Jahren im Kartsport, wo er 2011 Sieger der NZ-CIK-Meisterschaft wurde. In der NZ-Formula-1600-Meisterschaft konnte er sich in der Saison 2016/2017 mit vierzehn Siegen den Meistertitel sichern.
2017 stieg Lawson in die Formel 4 auf, wo er mit fünf Siegen Zweiter in der Australischen Formel-4-Meisterschaft wurde. Im Jahr darauf wurde er Zweiter in der Deutschen Formel-4-Meisterschaft und Achter in der Asiatischen Formel-3-Meisterschaft.

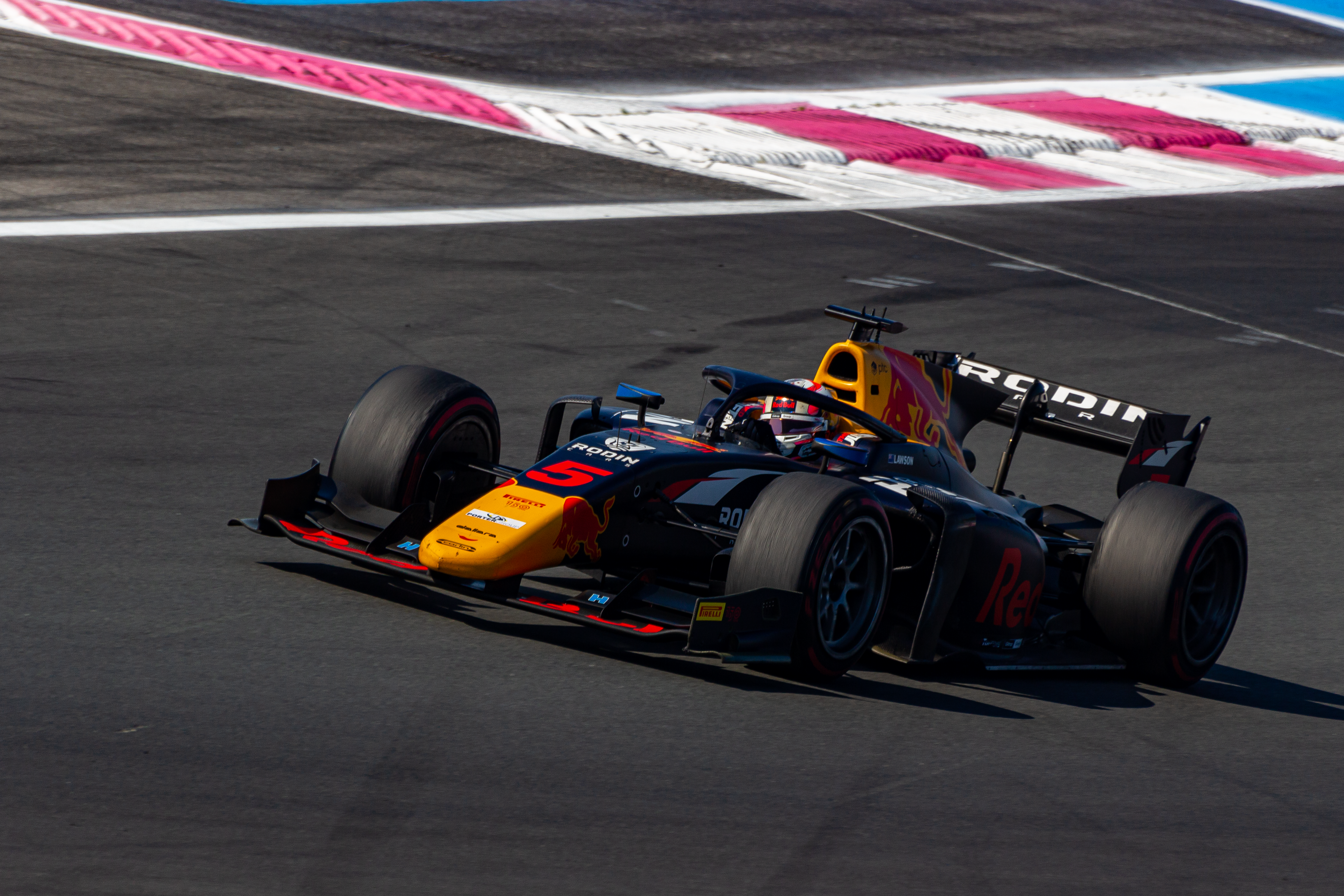
Lawson in der Formel 2

2019 wurde Lawson mit fünf Siegen und elf Podien Meister der Toyota Racing Series. 2020 trat Lawson in der FIA-Formel-3-Meisterschaft an, wo er mit Hitech Grand Prix Fünfter wurde und zudem drei Siege einfahren konnte. Sein Team verschaffte ihm schließlich ein Jahr später ein Cockpit in der FIA-Formel-2-Meisterschaft. Mit 109 Punkten und einem Rennsieg belegte er den neunten Rang in der Gesamtwertung. Zudem startete er 2021 durch die Unterstützung seines Förderprogramms in der DTM für das Team AF Corse und erreichte dort den 2. Platz in der Gesamtwertung.
2022 blieb er in der FIA-Formel-2-Meisterschaft, wobei er zum Team Carlin wechselte. Lawson gewann vier Rennen und erzielte 149 Punkte in der Meisterschaft, womit er den dritten Rang im Klassement erreichte. Nachdem er bereits beim Großer Preis von Belgien 2022 und beim Großer Preis von Mexiko 2022 das erste freie Training für die Scuderia Alphatauri bestritten hatte, erhielt er die Rolle als Ersatzfahrer bei Red Bull Racing und Alphatauri für 2023. Überdies erhielt er 2023 ein Cockpit in der Super Formula beim Team Mugen.
Beim Großen Preis der Niederlande 2023 verletzte sich Alphatauris Stammfahrer Daniel Ricciardo an der Hand und wurde daraufhin für das Wochenende von Lawson ersetzt. Lawson war der zehnte Neuseeländer, der an einem Großen Preis teilgenommen hat. Lawson beendete sein erstes Rennen auf dem 13. Platz. Anschließend fuhr er beim Großen Preis von Italien mit und beendete das Rennen auf dem 11. Platz. Auch beim Großen Preis von Singapur ersetzte Lawson Ricciardo. Dabei fuhr er auf den neunten Platz und erzielte somit das erste Mal Punkte in der Formel 1. Beim darauf folgenden Großen Preis von Japan verpasste er als Elfter knapp eine zweite Punkteplatzierung. In Katar bestritt Lawson sein letztes Rennen der Saison, welches er auf Platz 17 beendete. Von den 22 Fahrern, die an der Saison teilnahmen, belegte Lawson am Ende der Saison den 20. Platz.
Für die Saison 2024 war er erneut Ersatzfahrer für Red Bull und deren Schwesterteam, welches zur neuen Saison zu Visa Cash App RB Formula One Team umfirmierte. Im Rahmen des Großen Preis von Singapur wurden immer wieder Gerüchte laut, Lawson werde nach dem Wochenende Stammfahrer Ricciardo beim Team für den Rest der Saison ersetzen, was am 26. September offiziell bestätigt wurde.
Für die Saison 2025 bestätige Red-Bull-Motorsportchef Helmut Marko, dass Lawson eines der vier Cockpits bei Red Bull bzw. Racing Bulls erhalten werde, spezifizierte aber nicht weiter, welches dies sein werde. Am 19. Dezember 2024 wurde bekannt gegeben, dass Lawson im nächsten Jahr Teamkollege von Max Verstappen bei Red Bull Racing wird. Am 27. März 2025 wurde bekanntgegeben, dass Lawson zu Racing Bulls zurückkehrt.

## Sonstiges
Lawson ist Teil des Red-Bull-Racing-Förderprogramms. Sein Mentor ist der Rennfahrer Ken Smith.

## Statistik

### Statistik in der Formel-1-Weltmeisterschaft
Diese Statistik umfasst alle Teilnahmen des Fahrers an der Formel-1-Weltmeisterschaft.

#### Gesamtübersicht
(Stand: Großer Preis von Ungarn, 3. August 2025)
| Saison | Team                                        | Chassis              | Motor                    | Rennen | Siege | Zweiter | Dritter | Poles | schn. Rennrunden | Punkte | Punkte | WM-Pos. |
| ------ | ------------------------------------------- | -------------------- | ------------------------ | ------ | ----- | ------- | ------- | ----- | ---------------- | ------ | ------ | ------- |
| 2023   | Scuderia Alphatauri                         | AlphaTauri AT04      | Honda RBPTH001           | 5      | –     | –       | –       | –     | –                | 2      | 2      | 20.     |
| 2024   | Visa Cash App RB Formula One Team           | VCARB 01             | Honda RBPTH002           | 6      | –     | –       | –       | –     | –                | 4      | 4      | 21.     |
| 2025   | Oracle Red Bull Racing                      | Red Bull Racing RB21 | Honda RBPT 1.6 V6 Hybrid | 2      | –     | –       | –       | –     | –                | 0      | 20     | 15.     |
| 2025   | Visa Cash App Racing Bulls Formula One Team | VCARB 02             | Honda RBPT 1.6 V6 Hybrid | 12     | –     | –       | –       | –     | –                | 20     | 20     | 15.     |
| Gesamt | Gesamt                                      | Gesamt               | Gesamt                   | 25     | −     | −       | −       | −     | −                | 26     | 26     |         |

#### Einzelergebnisse
| Saison | 1  | 2  | 3  | 4  | 5   | 6  | 7 | 8  | 9   | 10 | 11  | 12 | 13 | 14 | 15 | 16 | 17 | 18 | 19 | 20 | 21 | 22 | 23  | 24 |
| ------ | -- | -- | -- | -- | --- | -- | - | -- | --- | -- | --- | -- | -- | -- | -- | -- | -- | -- | -- | -- | -- | -- | --- | -- |
| 2022   |    |    |    |    |     |    |   |    |     |    |     |    |    |    |    |    |    |    |    |    |    |    |     |    |
|        |    |    |    |    |     |    |   |    |     |    |     |    | TD |    |    |    |    |    | TD |    | TD |    |     |    |
| 2023   |    |    |    |    |     |    |   |    |     |    |     |    |    |    |    |    |    |    |    |    |    |    |     |    |
|        |    |    |    |    | C   |    |   |    |     |    |     |    | 13 | 11 | 9  | 11 | 17 |    |    |    |    |    |     |    |
| 2024   |    |    |    |    |     |    |   |    |     |    |     |    |    |    |    |    |    |    |    |    |    |    |     |    |
|        |    |    |    |    |     |    |   |    |     |    |     |    |    |    |    |    |    | 9  | 16 | 9  | 16 | 14 | 17* |    |
| 2025   |    |    |    |    |     |    |   |    |     |    |     |    |    |    |    |    |    |    |    |    |    |    |     |    |
| DNF    | 12 | 17 | 16 | 12 | DNF | 14 | 8 | 11 | DNF | 6  | DNF | 8  | 8  |    |    |    |    |    |    |    |    |    |     |    |

| Legende  | Legende            | Legende                                                          |
| Farbe    | Abkürzung          | Bedeutung                                                        |
| -------- | ------------------ | ---------------------------------------------------------------- |
| Gold     | –                  | Sieg                                                             |
| Silber   | –                  | 2. Platz                                                         |
| Bronze   | –                  | 3. Platz                                                         |
| Grün     | –                  | Platzierung in den Punkten                                       |
| Blau     | –                  | Klassifiziert außerhalb der Punkteränge                          |
| Violett  | DNF                | Rennen nicht beendet (did not finish)                            |
| Violett  | NC                 | nicht klassifiziert (not classified)                             |
| Rot      | DNQ                | nicht qualifiziert (did not qualify)                             |
| Rot      | DNPQ               | in Vorqualifikation gescheitert (did not pre-qualify)            |
| Schwarz  | DSQ                | disqualifiziert (disqualified)                                   |
| Weiß     | DNS                | nicht am Start (did not start)                                   |
| Weiß     | WD                 | zurückgezogen (withdrawn)                                        |
| Hellblau | PO                 | nur am Training teilgenommen (practiced only)                    |
| Hellblau | TD                 | Freitags-Testfahrer (test driver)                                |
| ohne     | DNP                | nicht am Training teilgenommen (did not practice)                |
| ohne     | INJ                | verletzt oder krank (injured)                                    |
| ohne     | EX                 | ausgeschlossen (excluded)                                        |
| ohne     | DNA                | nicht erschienen (did not arrive)                                |
| ohne     | C                  | Rennen abgesagt (cancelled)                                      |
| ohne     | keine WM-Teilnahme |                                                                  |
| sonstige | P/fett             | Pole-Position                                                    |
| sonstige | 1/2/3/4/5/6/7/8    | Punktplatzierung im Sprint-/Qualifikationsrennen                 |
| sonstige | SR/kursiv          | Schnellste Rennrunde                                             |
| sonstige | *                  | nicht im Ziel, aufgrund der zurückgelegten Distanz aber gewertet |
| sonstige | ()                 | Streichresultate                                                 |
| sonstige | unterstrichen      | Führender in der Gesamtwertung                                   |